# کریستیان هشتم، پادشاه دانمارک
کریستیان هشتم دانمارک (انگلیسی: Christian VIII of Denmark; ۱۸ سپتامبر ۱۷۸۶ – ۲۰ ژانویهٔ ۱۸۴۸) پادشاه نروژ بود.